# Чекрк
Чекрк је механичка справа која служи за скретање смера силе или за подизање или повлачење великих терета коришћењем мале силе. Састоји се од једног или више точкова који могу да се окрећу око својих осовина. Обод точка може да буде раван, назупчен или удубљен и преко њега се превлачи конопац, ремен, ланац и сл. Ова справа се користи од давнина, посебно у морнарици. У зависности од намене, постоје различите изведбе чекрка (са променљивим бројем и распоредом точкова) и могу бити израђени од различитих материјала (дрвета, метала, пластике и др).

## Колотурник
Блок је скуп ременица (точкова) састављених тако да се свака ременица ротира независно од сваке друге ременице. Два блока са ужетом причвршћеним за један од блокова и провученим кроз два сета ременица формирају колотурник.

Колотурник је састављен тако да је један блок причвршћен за фиксну тачку монтаже, а други је причвршћен за покретно оптерећење. Идеална механичка предност колотурника једнака је броју делова ужета који подржавају покретни блок.
На дијаграму са десне стране идеална механичка предност сваког од приказаних блокова и склопова је следећа:
- Чекрк: 2
- Лаф чекрк: 3
- Двоструки чекрк: 4
- Ган чекрк: 5
- Троструки чекрк: 6

## Системи ужади и ременица
Систем ужета и котура – то јест, колотурник – карактерише употреба једног непрекидног ужета за пренос силе затезања око једног или више котура за подизање или померање терета – конопац може бити лака линија или јак кабал. Овај систем је укључен у листу једноставних машина које су идентификовали ренесансни научници.
Ако систем ужета и колотура не расипа и не складишти енергију, онда је његова механичка предност број делова ужета који делују на оптерећење. Ово се може приказати на следећи начин.
Размотрите скуп ременица који формирају покретни блок и делове ужета који подржавају овај блок. Ако постоји p ових делова ужета који носе оптерећење W, онда равнотежа сила на покретном блоку показује да напетост у сваком од делова ужета мора бити W/p. То значи да је улазна сила на ужету T=W/p. Дакле, блок и хватаљка смањују улазну силу за фактор p.
- Прикључак за чекрк има једну ременицу у фиксном и једну у покретном блоку са два дела ужета који подржавају оптерећење W.
- Раздвајање ременица у чекрку показује равнотежу сила која резултира затезањем ужета од W/2.

- Двострука опрема има по две котураче у фиксном и покретном блоку са четири дела ужета који подржавају оптерећење W.
- Раздвајање ременица у дуплој хватаљци показује равнотежу сила која резултира затезањем ужета од W/4.

### Начин рада
Најједноставнија теорија рада за систем ременица претпоставља да су ременице и водови без тежине. И да нема губитка енергије услед трења. Такође се претпоставља да се линије не истежу.
У равнотежи, силе на покретном блоку морају имати збир једнак нули. Поред тога, напетост ужета мора бити иста за сваки његов део. То значи да два дела ужета који подржавају покретни блок морају да издрже половину оптерећења.
- Фиксна колотура
- Дијаграм 1: Оптерећење F на покретној ременици је уравнотежено затезањем у два дела ужета који подржавају ременицу.
- Покретна ременица
- Дијаграм 2: Покретна колотура која подиже терет W је ослоњена на два дела ужета са затезањем W/2.

Ово су различите врсте система ременица:
- Фиксни: Фиксна ременица има осовину монтирану у лежајеве причвршћене за носећу конструкцију. Фиксна колотура мења смер силе на ужету или каишу који се креће дуж његовог обима. Механичка предност се добија комбиновањем фиксне ременице са покретном ременицом или другом фиксном ременицом различитог пречника.
- Покретни: Покретна ременица има осовину у покретном блоку. Једна покретна колотура је ослоњена на два дела истог ужета и има механичку предност од два.
- Композиција: Комбинација фиксних и покретних ременица формира колотурник. Колотурник може имати неколико ременица постављених на фиксне и покретне осовине, што додатно повећава механичку предност.

- Дијаграм 3: Чекрк „доспећа до предности“ има конопац причвршћен за покретну ременицу. Напетост конопца је W/3 што даје предност од три.
- Дијаграм 3а: Луфов чекрк додаје фиксни котур који „доспева до недостатка“. Напетост у ужету остаје W/3, што даје предност од три.

Механичка предност чекрка може се повећати заменом фиксних и покретних блокова тако да је уже причвршћено за покретни блок и уже се повлачи у правцу подигнутог терета. У овом случају се каже да су блок и хватаљка „дошли до предности“. Дијаграм 3 показује да сада три дела ужета подржавају оптерећење W, што значи да је напетост ужета W/3. Дакле, механичка предност је три.

### Дијаграми слободног тела
Механичка предност система ременица може се анализирати коришћењем дијаграма слободног тела који балансира силу затезања у ужету са силом гравитације на терет. У идеалном систему, ременице без масе и трења не расипају енергију и омогућавају промену смера ужета које се не растеже или хаба. У овом случају, равнотежа сила на слободном телу које укључује оптерећење, W и n носећих секција ужета са затезањем T, даје:
{\displaystyle nT-W=0.}
Однос оптерећења и улазне силе затезања је механичка предност MA система ременица,
{\displaystyle MA={\frac {W}{T}}=n.}
Дакле, механичка предност система једнака је броју секција ужета који подржавају оптерећење.

## Системи ремена и ременица
Систем каиша и ременица карактеришу две или више ременица заједничких ремену. Ово омогућава да се механичка снага, обртни момент и брзина се преносе преко осовина. Ако су ременице различитих пречника, остварује се механичка предност.
У случају ременице у стилу бубња, без жлеба или прирубница, ременица је често благо конвексна да би равни каиш био центриран. Понекад се назива крунисаном ременицом. Иако се некада широко користио на фабричким осовинама, овај тип ременице се још увек налази у погону ротирајуће четке у усправним усисивачима, у трачним брусилицама и трачним тестерама. Пољопривредни трактори направљени до раних 1950-их углавном су имали ременицу за раван каиш (по чему је часопис Belt Pulley добио име). Он је замењен је другим механизмима са већом флексибилношћу у методама употребе, као што су извод снаге и хидраулика.
Код каишева и ременица, трење је једна од најважнијих сила. Неке употребе каишева и ременица укључују посебне углове (што доводи до лошег праћења каиша и могућег клизања каиша са ременице) или окружења са ниским затезањем каиша, што узрокује непотребно клизање каиша и самим тим додатно хабање каиша. Да би се ово решило, ременице понекад заостају. Заостајање је термин који се користи да опише наношење премаза, покривача или хабајуће површине са различитим текстурираним узорцима који се понекад примењују на шкољке ременице. Заостајање се често примењује како би се продужио животни век шкољке обезбеђивањем заменљиве хабајуће површине или да би се побољшало трење између ремена и ременице. Посебно су погонске ременице често гумиране (превучене гуменим фрикционим слојем) управо из тог разлога.